# Passo di Costalunga
Il passo di Costalunga, o passo di Carezza (Karerpass in tedesco, Jouf de Ciareja in ladino), è un valico alpino nelle Dolomiti, situato a 1 753 m s.l.m., al confine fra la provincia autonoma di Trento e quella di Bolzano, fra il gruppo del Catinaccio (Dolomiti di Gardena e di Fassa) e il gruppo del Latemar (Dolomiti di Fiemme), che collega val di Fassa e val d'Ega. Il versante trentino appartiene al comune di San Giovanni di Fassa, mentre quello alto-atesino è compreso nel comune di Nova Levante. 
È solitamente molto trafficato, perché permette un comodo accesso dalla zona trentina delle Dolomiti alla città di Bolzano; inoltre a pochi chilometri dal passo, in direzione Nova Levante si trova il lago di Carezza, una meta turistica molto frequentata. 
A circa mezzo chilometro sotto il passo, lungo la strada statale 241 di Val d'Ega e Passo di Costalunga si dirama la strada provinciale 65 che, attraverso il passo Nigra raggiunge l'abitato di Tires nell'omonima Valle di Tires.

## Ciclismo
Nonostante non sia un passo dalle pendenze particolarmente impegnative, fin dagli anni '30 il Costalunga è stato spesso percorso nelle tappe di montagna del Giro d'Italia, in quanto permette il collegamento dalla val d'Adige alla zona delle Dolomiti con i passi più celebri, come Pordoi, Sella, Gardena o Rolle.
Di seguito si riportano i vari passaggi effettuati negli anni, con i ciclisti transitati per primi al valico:

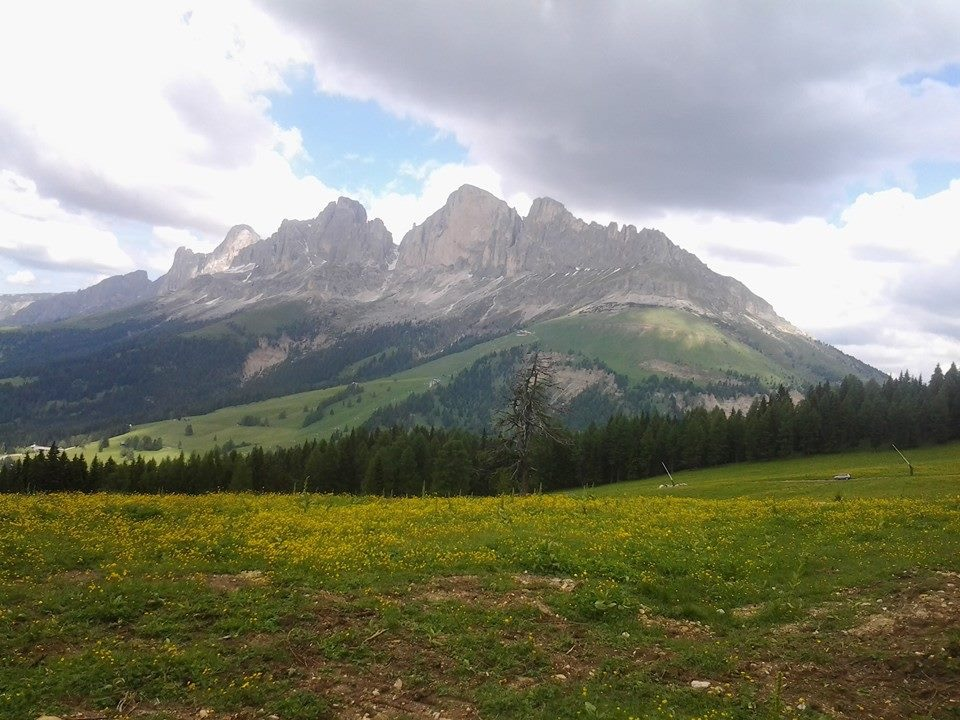
Il Rosengarten visto dal passo

| Anno | Tappa                                    | Primo in vetta     | Versante scalato |
| ---- | ---------------------------------------- | ------------------ | ---------------- |
| 1937 | 16ª: Vittorio Veneto > Merano            | Gino Bartali       | Val di Fassa     |
| 1951 | 18ª: Cortina d'Ampezzo > Bolzano         | Vittorio Rossello  | Val di Fassa     |
| 1959 | 15ª: Trento > Bolzano                    | Aurelio Cestari    | Val di Fassa     |
| 1966 | 19ª: Bolzano > Moena                     | Gianni Motta       | Val d'Ega        |
| 1969 | 21ª: Rocca Pietore > Cavalese            | Claudio Michelotto | Val di Fassa     |
| 1975 | 21ª: Alleghe > Passo dello Stelvio       | Andrés Oliva       | Val di Fassa     |
| 1977 | 18ª: Cortina d'Ampezzo > Pinzolo         | Renato Laghi       | Val di Fassa     |
| 1985 | 4ª: Pinzolo > Selva di Val Gardena       | Acácio da Silva    | Val di Fassa     |
| 1990 | 17ª: Moena > Aprica                      | Claudio Chiappucci | Val di Fassa     |
| 1993 | 14ª: Corvara in Badia > Corvara in Badia | Flavio Vanzella    | Val d'Ega        |
| 2005 | 13ª: Mezzocorona > Ortisei               | José Rujano        | Val d'Ega        |

## Escursionismo
Il passo di Costalunga è base di partenza per numerose gite nei gruppi dolomitici del Catinaccio e del Latemar.
I sentieri che partono dal valico permettono di raggiungere sul Catinaccio il rifugio Paolina, il rifugio Roda di Vaèl, il rifugio baita Marino Pederiva ed il rifugio Aleardo Fronza alle Coronelle (Kölner Hütte), quest'ultimo risalente al 1899.
Nel gruppo del Latemar possono esser raggiunti il bivacco Rigatti alla Forcella Grande del Latemar e il bivacco Sieff, sopra la Valsorda. Inoltre dal passo un'escursione accessibile a tutti attraversa la zona chiamata "labirinto del Latemar", un'area interessata da un'antica frana, dove Agatha Christie ambientò il finale del suo romanzo Poirot e i quattro.

## Sci

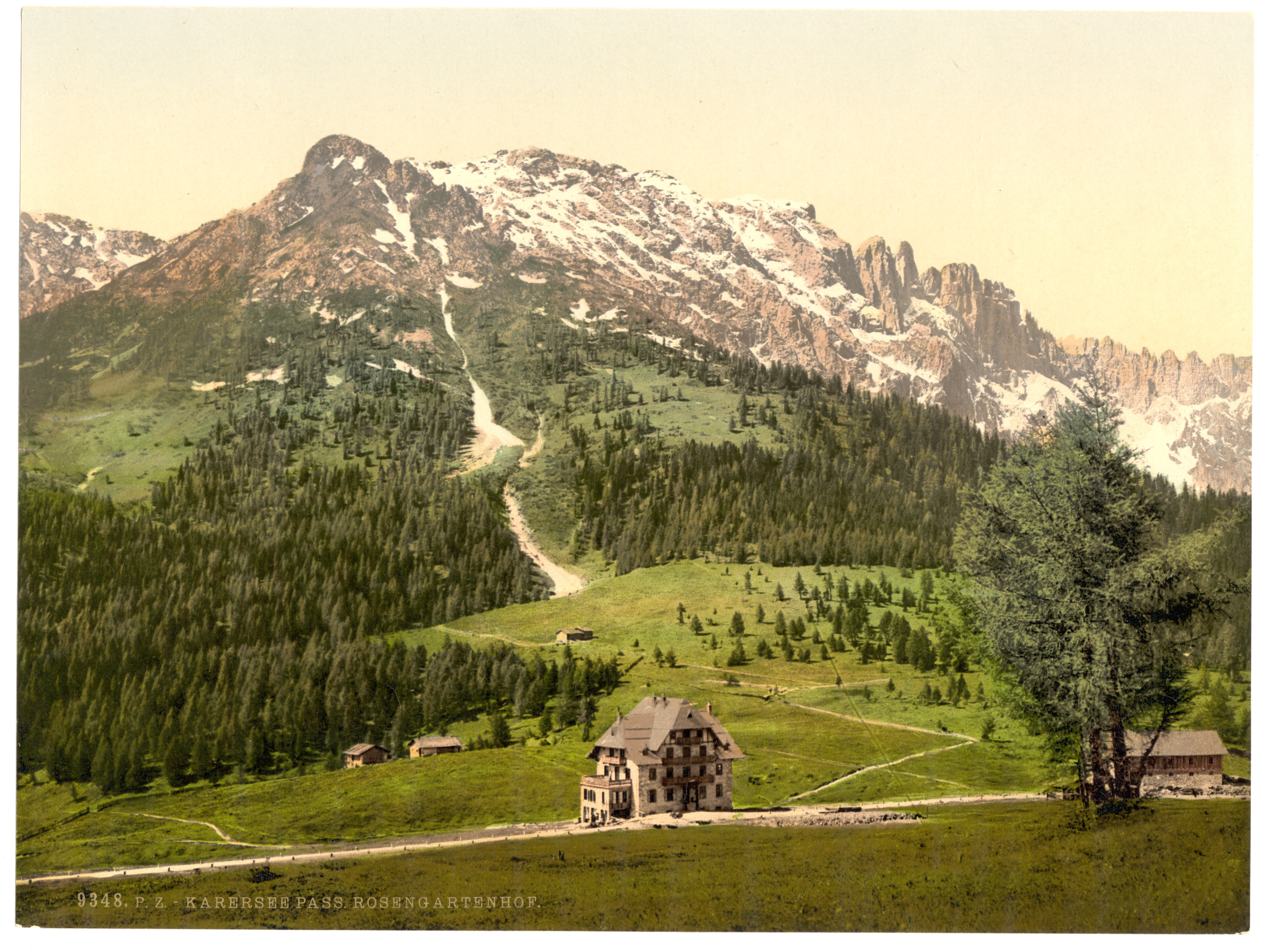
Fotografia d'epoca del passo di Costalunga (1890-1900): Karersee Pass Rosengartenhof

Presso il passo di Costalunga si trovano 3 impianti a fune inaugurati nel dicembre 2008 che risalgono le piste alle pendici della cima Pope del Latemar e permettono il collegamento sciistico con la località di Carezza al Lago e di Nova Levante. 
Gli impianti di Carezza e Costalunga fanno parte del comprensorio sciistico della val di Fassa.